# Janusz Radziwiłł (Politiker)

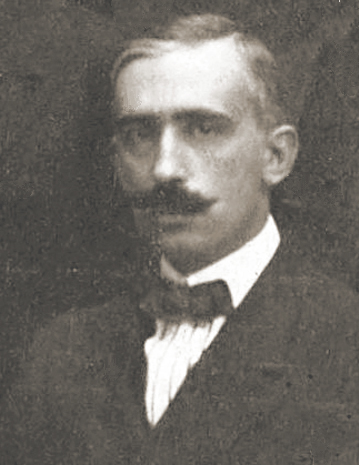
Janusz Radziwill, vor 1919

Janusz Franciszek Radziwiłł oder Fürst Janusz Radziwiłł (* 3. September 1880 in Berlin; † 4. Oktober 1967 in Warschau) war ein polnischer Großgrundbesitzer und konservativer Politiker. Er war von 1928 bis 1935 Mitglied des Sejm und von 1935 bis 1938 des Senats. Er gehörte dem „Parteilosen Block der Regierungsunterstützer“ von Józef Piłsudski an.

## Ausbildung und Familie
Janusz Radziwiłł war der jüngste Sohn von Ferdinand von Radziwill und dessen Frau, Prinzessin Pelagia Sapieha. Der Vater gehörte von 1874 bis 1918 als Vertreter der polnischen Volksgruppe in der Provinz Posen dem Deutschen Reichstag an. Die Familie Radziwiłł gehörte zum polnisch-litauischen Hochadel (Magnaten). Der Zweig, dem Janusz entstammte, hatte sich seit den Polnischen Teilungen eng mit Preußen und den Hohenzollern verbunden. So war seine Urgroßmutter Luise eine preußische Prinzessin, seine Großtante Elisa Radziwiłł die Jugendliebe von Kaiser Wilhelm I. und sein Onkel 2. Grades Anton von Radziwill dessen Generaladjutant.
Radziwiłł besuchte das königliche Gymnasium in Ostrowo in der Nähe des Schlosses der Familie in Antonin, dann das Gymnasium Carolinum in Osnabrück, wo er 1900 sein Abitur ablegte. Anschließend studierte er ein Jahr Jura an der Friedrich-Wilhelms-Universität zu Berlin, bevor er an die Königliche Forstakademie Eberswalde wechselte und dort 1903 seinen Abschluss in Forstwissenschaft machte.
Danach übernahm er das familieneigene Gut Schpaniw (Szpanów) bei Riwne in Wolhynien (damals Russisches Reich, heute Ukraine). 1905 kaufte er zusätzlich Schloss und Gut Nieborów bei Łowicz im damaligen Weichselland (Russisch-Polen). Ein Jahr darauf setzte ihn der Vater als Verwalter des Familienfideikommisses in Olyka (ebenfalls Wolhynien) ein.
Er heiratete 1905 die Prinzessin Anna Lubomirska (1882–1948). Das Paar bekam drei Söhne und eine Tochter. Ihr jüngster Sohn Stanisław Albrecht Radziwiłł heiratete in dritter Ehe Caroline Lee Bouvier und war somit ein Schwager von Jacqueline Kennedy Onassis.
Radziwiłł sprach eine Reihe von europäischen Sprachen.

## Erster Weltkrieg und russische Revolution
Radziwiłł, der neben der deutschen auch die russische Staatsbürgerschaft besaß, befand sich beim Ausbruch des Ersten Weltkrieges 1914 auf seinem Schloss Olyka in Wolhynien, mithin im Russischen Reich. Der Krieg zerteilte seine Ländereien und brachte erhebliche Zerstörungen. Nach der russischen Februarrevolution 1917 wurde Radziwiłł zunächst als Vertreter der polnischen Volksgruppe in den Arbeiter- und Soldatenrat von Riwne gewählt. Im Oktober 1917 radikalisierte sich die Revolution, die Bolschewiki übernahmen die Macht und verurteilten Radziwiłł zum Tode. Er floh über Petrograd und Finnland nach Schweden.
Danach war er Mitglied der Regierung des von den Mittelmächten 1916 ausgerufenen Regentschaftskönigreich Polen. Im Kabinett von Jan Kanty Steczkowski übte Radziwiłł vom 4. April 1918 bis zum 26. September 1918 die Funktion des Außenministers aus.

## Politiker der polnischen Republik
In der zweiten polnischen Republik war er Großgrundbesitzer, Unternehmer und Verleger. Er war langjähriger Vizepräsident des Zentralverbands der polnischen Industrie, des Bergbaus, des Handels und der Finanzen („Lewiatan“) sowie Aktionär, Aufsichtsrat und Vorstandsmitglied zahlreicher Unternehmen. Radziwiłł besaß eine große Kunstsammlung. Zu dieser gehörten Werke der Antike ebenso wie italienische und französische Gemälde des 16. und 17. Jahrhunderts. Auch Kunstwerke von Rang aus Deutschland gehörten zu seiner Sammlung. Wegen seiner Unterstützung der von der deutschen Militärverwaltung eingesetzten polnischen Regierung war er anfangs unpopulär.
Dennoch machte er später auch als Politiker Karriere. Er trat der konservativen Stronnictwo Prawicy Narodowej (Partei der Nationalen Rechten) bei, wurde 1926 deren stellvertretender Vorsitzender und 1931 Vorsitzender. Im Jahr 1926 traf er als maßgeblicher Sprecher des konservativen Adels mit dem ehemals sozialistischen Marschall Józef Piłsudski zusammen, der im Maiputsch die Macht ergriffen hatte, und versprach ihm für dessen autoritäres Regime der Sanacja die politische Unterstützung durch monarchistische und konservative Organisationen.
Zwischen 1928 und 1935 war Radziwill Mitglied des Sejm in der Piłsudski unterstützenden Fraktion Bezpartyjny Blok Współpracy z Rządem (BBWR; „Parteiloser Block der Regierungsunterstützer“). Von 1935 bis 1938 gehörte Radziwiłlł dem polnischen Senat an. Zeitweise war er Vorsitzender des auswärtigen Ausschusses des polnischen Parlaments. Er war konservativ, ein Gegner sowohl des Rechts- wie des Linksradikalismus. Den zeitweise nationalistischen Kurs der Politik hat er kritisiert.
Auf die Bitte von Piłsudski, 1934 als Botschafter nach Deutschland zu gehen, antwortete er ablehnend, da er von den anhaltenden Friedensbeteuerungen Adolf Hitlers nicht überzeugt war. Dennoch war er an guten Beziehungen mit Deutschland interessiert. Auf Drängen von Außenminister Józef Beck besuchte Radziwiłł 1935 Hermann Göring zur Jagd, um so ein Treffen Görings mit der polnischen Führungsspitze zu vermitteln.

## Zweiter Weltkrieg
Nach der sowjetischen Besetzung von Teilen Polens wurde Radziwiłł 1939 vom NKWD verhaftet und in der Lubjanka inhaftiert. Dabei wurde er zweimal auch vom Geheimdienstchef Lawrenti Beria verhört, der versuchte, Radziwiłł für die sowjetische Seite zu gewinnen.
Auf ausländischen Druck unter anderem durch Göring und die italienische Königsfamilie wurde Radziwiłł einige Monate später freigelassen. Er kehrte in das deutsch besetzte Polen zurück, wurde Leiter des von den Deutschen geduldeten „Haupthilfsrat“ und unterhielt Kontakte zum Widerstand. 1940 überreichte er Göring ein Memorandum mit dem Ziel, die Freilassung der Krakauer Professoren zu erreichen. Seine Versuche, zu Gunsten seiner Landsleute bei den Deutschen einzutreten, scheiterten. Während des Warschauer Aufstandes von 1944 wurde er zeitweise festgenommen.

## Nachkriegszeit
Nach 1945 wurden er und seine Frau erneut vom NKWD inhaftiert. Seine Frau starb während der Haft. Sein Grundbesitz und seine Schlösser wurden von der Regierung der Volksrepublik Polen verstaatlicht. Radziwill hatte seine Kunstschätze unmittelbar vor Beginn des Krieges dem polnischen Nationalmuseum zur Aufbewahrung übergeben. Auf diese Weise entgingen sie der Enteignung. Ein Teil der Werke verkaufte er an den Staat und konnte so von dem Erlös leben. Seinen in Ruinen liegenden Przebendowski-Palast tauschte er gegen eine Wohnung in Warschau ein. Die Regierung erlaubte ihm später sogar einige Auslandsreisen. Im Jahr 1953 benutzte der sowjetische Geheimdienstchef Beria ihn als Abgesandten, um im Westen den Plan einer deutschen Wiedervereinigung zu lancieren.